# フォートベンド郡 (テキサス州)
フォートベンド郡（Fort Bend County）は、アメリカ合衆国テキサス州の郡。人口は82万2779人（2020年）。ヒューストン都市圏にあり人口増加率が高い。郡庁所在地はリッチモンドで、最大の都市はシュガーランドである。地名は、ブラソス川の曲がったところ(bend)に位置する小要塞から名付けられた。

## 地理
国勢調査によると、郡の総面積は2,295 km² (886 mi² )で、陸地面積は2,265 km² (875 mi²)、水地面積は 30 km² (11 mi²) で全体の1.29%である。 

### 主要な高速道路
- アメリカ合衆国国道59号線
- アメリカ合衆国国道90号線 Alternate
- テキサス州道6号線
- テキサス州道36号線

### 近接する郡
- ウォーラー郡 (北)
- ハリス郡 (北東)
- ブラゾリア郡 (南東)
- ワートン郡 (南西)
- オースティン郡 (北西)

## 人口動勢
以下は2000年国勢調査における人口統計データである。
| 基礎データ - 人口: 354,452人 - 世帯数: 110,915世帯 - 家族数: 93,057家族 - 人口密度: 156人/km²（405人/mi²） - 住居数: 115,991軒 - 住居密度: 51軒/km²（133軒/mi²） 人種別人口構成 - 白人: 56.96% - アフリカン・アメリカン: 19.85% - ネイティブ・アメリカン: 0.3% - アジア人: 11.20% - 太平洋諸島系: 0.04% - その他の人種: 9.10% - 混血: 2.56% - ヒスパニック・ラテン系: 21.12% 世帯と家族（対世帯数） - 18歳未満の子供がいる: 49.80% - 結婚・同居している夫婦: 68.80% - 未婚・離婚・死別女性が世帯主: 11.40% - 非家族世帯: 16.10% - 単身世帯: 13.50% - 65歳以上の老人1人暮らし: 3.10% - 平均構成人数 - 世帯: 3.14人 - 家族: 3.46人 | 年齢別人口構成 - 18歳未満: 32.00% - 18-24歳: 7.60% - 25-44歳: 32.30% - 45-64歳: 22.40% - 65歳以上: 5.70% - 年齢の中央値: 33歳 - 性比（女性100人あたり男性の人口） - 総人口: 99.10人 - 18歳以上: 96.30人 収入と家計 - 収入の中央値 - 世帯: 63,831米ドル - 家族: 69,781米ドル - 性別 - 男性: 47,979米ドル - 女性: 32,661米ドル - 人口1人あたり収入: 24,985米ドル - 貧困線以下 - 対人口: 5.50% - 対家族数: 7.10% - 18歳未満: 8.50% - 65歳以上: 9.40% |